# Gerard II z Eppsteinu
Gerard II z Eppsteinu (ur. ok. 1230, zm. 25 lutego 1305) – arcybiskup Moguncji i książę-elektor Rzeszy od 1289, jedna z głównych postaci na arenie politycznej Niemiec na przełomie XIII i XIV wieku.

## Życiorys
Gerard był synem hrabiego Eppsteinu Gotfryda II. Członkowie jego rodziny piastowali godność arcybiskupa Moguncji przez niemal cały XIII wiek (Zygfryd II, Zygfryd III i kuzyn Gerarda, Werner). Gerard już w 1251 był kanonikiem w kapitule katedralnej w Moguncji, wkrótce potem został też prepozytem kapituły we Frankfurcie i archidiakonem w Trewirze. W 1285, po śmierci kuzyna Wernera, został wybrany przez część kapituły arcybiskupem Moguncji, jednak bezskutecznie; objął to stanowisko dopiero przy następnym wakacie. Papieskie zatwierdzenie otrzymał w marcu 1289.
Po śmierci króla Niemiec Rudolfa I Habsburga, Gerard i arcybiskup Kolonii Zygfryd z Westerburga doprowadzili do wyboru na kolejnego władcę Adolfa z Nassau. Wybór hrabiego bez znaczącego oparcia miał zapewnić im wpływ na rządy w Rzeszy. Jednak po kilku latach, gdy Adolf zaczął umacniać swoją pozycję oraz zagroził wpływom Gerarda w Turyngii, obaj arcybiskupi znaleźli się w szeregach opozycji przeciwko niemu. W 1298 Gerard jako arcykanclerz Rzeszy ogłosił detronizację Adolfa, a następnie uczestniczył w wyborze jego następcy Albrechta I Habsburga. Jednak także stosunki Gerarda z Albrechtem szybko się popsuły; Habsburg szukał zewnętrznych sprzymierzeńców w celu umocnienia swej władzy, w związku z czym zawiązała się  przeciwko królowi koalicja czterech elektorów nadreńskich z Gerardem na czele. Wybuchła wojna, w której zwycięstwo odniósł Albrecht wsparty przez miasta z tego regionu (wynagrodzone zwolnieniem z ceł na Renie, co stanowiło kolejny cios dla Gerarda). 
Porażka ta oznaczała nie tylko polityczny upadek samego Gerarda, ale także kres jego planów, aby faktyczne rządy w Rzeszy były sprawowane na zasadzie oligarchii.